# Amanda Fuller
Amanda Marie Fuller (Sacramento, 27 de agosto de 1984) é uma atriz norte-americana, conhecido pela participação na série Orange Is the New Black.